# Alice Miller (golfspelare)
Alice Miller, född 15 maj 1956 i Marysville i Kalifornien, är en amerikansk golfspelare.
Millers tid på den amerikanska LPGA-touren var i konkurrens med några av de bästa spelarna genom tiderna som till exempel Nancy Lopez, Patty Sheehan, Amy Alcott, Betsy King och Pat Bradley. 1985 var det dock få av spelarna som presterade bättre resultat än vad Miller gjorde. Hon vann det året fyra LPGA-tävlingar inklusive segern i majortävlingen Nabisco Dinah Shore. Hon var dessutom tvåa i fyra andra tävlingar, bland annat i LPGA Championship där hon förlorade mot Nancy Lopez. Hon vann även en lagmatch tillsammans med Don January i Mazda Champions det året.
Efter sitt framgångsrikaste år dröjde det sex år innan hon vann en LPGA-tävling igen då hon slog Deb Richard i Jamie Farr Toledo Classic med en birdie på det tredje särspelshålet.
Efter att Miller drog sig tillbaka från LPGA-touren blev hon medlem i LPGA:s tävlingsledning. Hon sitter sedan 2001 i LPGA:s ledning och är 2005 verkställande direkör för LPGA Championship.

## Meriter

### Majorsegrar
- 1985 Nabisco Dinah Shore

### LPGA-segrar
- 1983 West Virginia Classic
- 1984 Sarasota Classic, West Virginia Classic
- 1985 S&H Golf Classic, McDonald's Championship, Mayflower Classic.
- 1991 Jamie Farr Toledo Classic

### Övriga segrar
- 1985 Mazda Champions (med Don January)

| Majorsegrare genom tiderna                                                                                    |              |              |             |               |
| 100 olika spelare har vunnit i damernas majortävlingar. Alice Miller var den 53:e spelaren som vann en major. |              |              |             |               |
| 1:a | 52:a         | 53:e         | 54:e        | 100:e         |
| Mrs. Lee Mida                                                                                                 | Juli Inkster | Alice Miller | Kathy Baker | Paula Creamer |
| Lista över golfens majorsegrare                                                                               |              |              |             |               |